# Fluorid cíničitý
Fluorid cíničitý je chemická sloučenina se vzorcem SnF4, jedná se o bílou pevnou, extrémně hygroskopická látku.

## Příprava a reakce
Fluorid cíničitý lze připravit reakcí kovového cínu s plynným fluorem:
Sn + 2 F2 → SnF4
Ale během této reakce dochází k pasivaci povrchu nereaktivní vrstvou. Alternativní metodou přípravy je reakce chloridu cíničitého s bezvodým fluorovodíkem:
SnCl4 + 4 HF → SnF4 + 4 HCl
Reakcí s fluoridy alkalických kovů vznikají hexafluorocíničitany s oktaedrickým aniontem SnF 2-
6 .
2 KF + SnF4 → K2SnF6
Fluorid cíničitý se chová jako Lewisova kyselina a vytváří dvě řady aduktů L·SnF4 a L2·SnF4.

## Struktura
Na rozdíl od ostatních tetrahalogenidů cíničitých, které obsahují tetraedrické jednotky, se fluorid cíničitý skládá z planárních vrstev tvořených oktaedrickými jednotkami SnF6, které spolu sdílejí čtyři vrcholy, zatímco dva protilehlé jsou terminální (nejsou sdíleny). Také teplota tání fluoridu (700 °C) je výrazně vyšší než u ostatních tetrahalogenidů cíničitých. Struktura SnF4 se také odlišuje od struktury tetrafluoridů lehčích prvků 14. skupiny, které tvoří molekulární krystaly.